# Geryonidae
Geryonidae – rodzina skorupiaków z rzędu dziesięcionogów i infrarzędu krabów.
Kraby te mają szerszy niż dłuższy, sześciokątny do prawie sześciokątnego, gładki do umiarkowanie ziarenkowanego karapaks o krawędzi frontalnej z parzystą liczbą płatów lub zębów i wcięciem środkowym, krawędziach nadocznych z niewyraźnymi szczelinami, a krawędziach przednio-bocznych z 3–5 ząbkami każda i krótszych od tylno-bocznych. Na powierzchni regionów epibranchialnych karapaksu mogą się znajdować listewki z rozproszonym ziarenkowaniem. Czułki pierwszej pary mają dłuższy niż szeroki, nieruchomy lub ruchomy człon nasadowy. Szczypce lewy i prawy różnią się rozmiarami i układem zębów, a odnóża na których są osadzone są krótsze od odnóży krocznych. Propodity szczypiec mają żeberka, gałeczkowaty wyrostek w pobliżu połączenia z karpopoditem i pozbawione są kolców. Grzbietowe powierzchnie meropoditów odnóży krocznych uzbrojone są kolce lub płaty. Szwy pomiędzy sternitami 4 i 5 oraz 5 i 6 mogą być niepełne. Segmentów odwłoka od 3 do 5 u samców oddzielone są nieruchomymi szwami. Samca cechuje ponadto masywna, zwężona w części szczytowej pierwsza para gonopodów i nie dłuższa od niej, cienka para druga.
Systematyka rodziny wygląda następująco:
- podrodzina: Benthochasconinae Spiridonov, Neretina et Schepetov, 2014
  - Benthochascon Alcock et Anderson, 1899
  - Raymanninus Ng, 2000
- podrodzina: Geryoninae Colosi, 1923
  - †Archaeogeryon Colosi, 1923
  - †Archaeoplax Stimpson, 1863
  - Chaceon Manning et Holthuis, 1989
  - Geryon Krøyer, 1837
  - Zariquieyon Manning et Holthuis, 1989